# 사무라이 자이언츠
사무라이 자이언츠(일본어 侍ジャイアンツ)는 가지와라 잇키의 스포츠 만화이다. 1971년부터 1974년까지 연재되었으며, 후에 다른 인기만화와 마찬가지로 1973년 애니메이션 시리즈로 제작되어 니혼테레비에서 방영되었다.
요미우리 자이언츠에 입단한 신인투수의 활약을 다루고 있으며, 왕정치, 나가시마 시게오 등 당시 요미우리 구단에서 활약하던 선수들이 실명 만화인물로 등장하는 것이 특징이다. 후에 한국의 야구만화에도 큰 영향을 미쳤다. 
한국에서는 해적판 만화로 출판된 적 있었으며, 1993년 5월 28일부터  MBC에서 <내일은 야구왕>이란 이름의 애니메이션 시리즈가 방영되다가 10월 15일 방송분을 끝으로 잠정 중단되었는데 1994년 8월 14일부터 10월 16일까지 일요일 오전 9시 40분에 다시 방영됐고 1996년 11월 10일 방송분에는 '특선만화'란 제목이 붙었는데  일요일 낮 1시 50분에 방영된 바 있었으며 MBC는 첫 회(89년 4월 22일)부터 진행자로 활동했지만  불미스러운 일 때문에 1996년 10월 27일 방송분을 끝으로 물러난 우정의 무대(일요일 낮 1시) 이상용 후임자 공백을 메꾸기 위해 11월 3일부터 2주 동안 <내일은 야구왕> 등의 특집 프로그램을 편성했다.
1. ↑  연합 (1996년 11월 6일). “<방송>`우정의 무대' 새 진행자에 코미디언 김병조”. 연합뉴스. 2019년 5월 11일에 확인함.